# Mogadouro
Mogadouro ist eine  Kleinstadt (Vila) und ein Kreis (Concelho) in Portugal mit 3572 Einwohnern (Stand 30. Juni 2011).

## Geschichte
Funde belegen eine hiesige Besiedlung bis zurück in vorgeschichtliche Zeiten, so die Felsmalereien aus der Kupfersteinzeit oder eine Wallburg (Port.: Castro) aus der Eisenzeit. Siedlungsreste aus dem 4. Jahrhundert v. Chr. wurden in einem Hügel ausgegraben. Während der römischen Herrschaft gehörte der Ort zur Provinz Hispania citerior. Nach dem Einfall der Germanenstämme hinterließen Westgoten und Sueben hier, wie im übrigen Gebiet ihrer Reiche, nur wenige Spuren, darunter einige Grabstätten.
Seine ersten Stadtrechte (Foral) erhielt Mogadouro im Jahr 1272 von König D.Afonso III., die 1297 durch König D.Dinis bestätigt wurden. 1311 wurde der Ort dem sich in Gründung befindlichen Christusorden übergeben, im Zuge des Verbots des Templerordens. 1512 erneuerte König Manuel I. die Stadtrechte.

## Kultur und Sehenswürdigkeiten
Verschiedene historische öffentliche Gebäude und Sakralbauten stehen unter Denkmalschutz, ebenso die Überreste der Burg (Castelo de Mogadouro) aus dem 12. Jahrhundert. Auch der historische Ortskern als Gesamtheit ist geschützt.
In der Casa das Artes o Ofícios (dt.: Haus der Künste und Handwerke), wo auch das Fremdenverkehrsamt (Turismo) untergebracht ist, sind Ausstellungsräume und Ateliers, Musik- und Tanzübungsräume, und ein Festsaal eingerichtet. Regionales Kunsthandwerk wird hier ausgestellt, und teilweise auch öffentlich hergestellt und zum Kauf angeboten.
Das Veranstaltungsgebäude Casa da Cultura (u. a. Programmkino und Konzerte), die städtische Bibliothek Biblioteca Municipal Trindade Coelho, das Stadtarchiv Arquivo Municipal, und das archäologische Museum Sala Museu de Arqueologia sind weitere Kulturstätten Mogadouros.

## Verwaltung

### Kreis
Mogadouro ist Sitz eines gleichnamigen Kreises, der im Südosten an Spanien grenzt. Die Nachbarkreise sind (im Uhrzeigersinn im Norden beginnend): Vimioso, Miranda do Douro, Freixo de Espada à Cinta, Torre de Moncorvo, Alfândega da Fé sowie Macedo de Cavaleiros.
Mit der Gebietsreform im September 2013 wurden mehrere Gemeinden zu neuen Gemeinden zusammengefasst, sodass sich die Zahl der Gemeinden von zuvor 28 auf 21 verringerte.
Die folgenden Gemeinden (freguesias) liegen im Kreis Mogadouro: 

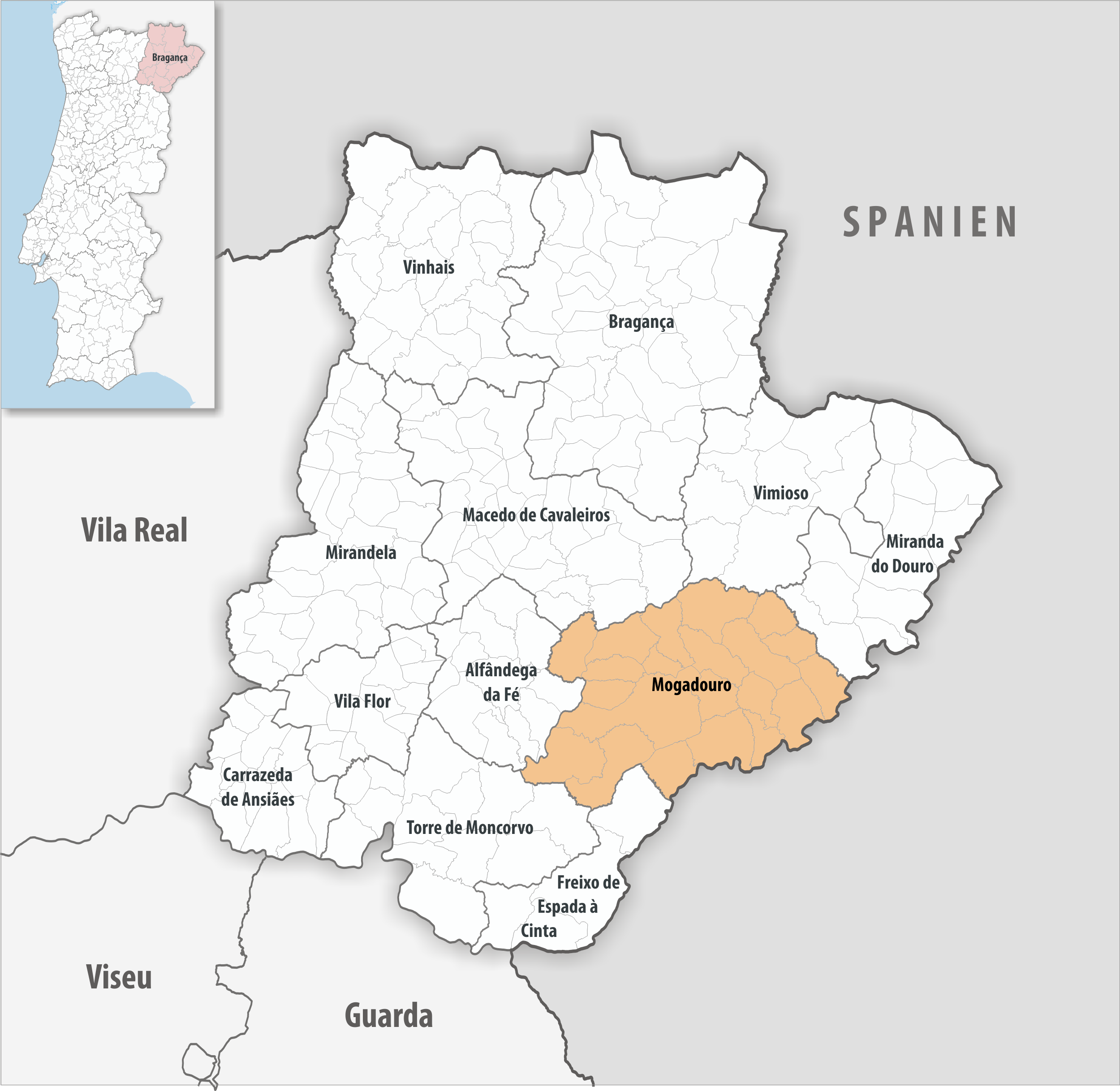
Kreis Mogadouro

| Gemeinde                                          | Einwohner (2021) | Fläche km² | Dichte Einw./km² | LAU- Code |
| ------------------------------------------------- | ---------------- | ---------- | ---------------- | --------- |
| Azinhoso                                          | 241              | 30,80      | 8                | 040801    |
| Bemposta                                          | 497              | 37,92      | 13               | 040802    |
| Bruçó                                             | 166              | 32,38      | 5                | 040803    |
| Brunhoso                                          | 212              | 20,81      | 10               | 040804    |
| Brunhozinho, Castanheira e Sanhoane               | 216              | 42,76      | 5                | 040829    |
| Castelo Branco                                    | 330              | 54,31      | 6                | 040807    |
| Castro Vicente                                    | 265              | 34,79      | 8                | 040808    |
| Meirinhos                                         | 250              | 53,40      | 5                | 040809    |
| Mogadouro, Valverde, Vale de Porco e Vilar de Rei | 3.603            | 103,22     | 35               | 040830    |
| Paradela                                          | 127              | 20,53      | 6                | 040811    |
| Penas Róias                                       | 278              | 33,28      | 8                | 040812    |
| Peredo da Bemposta                                | 185              | 18,16      | 10               | 040813    |
| Remondes e Soutelo                                | 285              | 36,48      | 8                | 040831    |
| Saldanha                                          | 133              | 25,90      | 5                | 040815    |
| São Martinho do Peso                              | 255              | 52,19      | 5                | 040817    |
| Tó                                                | 136              | 23,68      | 6                | 040819    |
| Travanca                                          | 119              | 21,06      | 6                | 040820    |
| Urrós                                             | 250              | 31,94      | 8                | 040821    |
| Vale da Madre                                     | 165              | 11,57      | 14               | 040822    |
| Vila de Ala                                       | 231              | 26,73      | 9                | 040826    |
| Vilarinho dos Galegos e Ventozelo                 | 357              | 48,74      | 7                | 040832    |
| Kreis Mogadouro                                   | 8.301            | 760,65     | 11               | 0408      |

### Bevölkerungsentwicklung
| Einwohnerzahl im Kreis Mogadouro (1801–2011) | Einwohnerzahl im Kreis Mogadouro (1801–2011) | Einwohnerzahl im Kreis Mogadouro (1801–2011) | Einwohnerzahl im Kreis Mogadouro (1801–2011) | Einwohnerzahl im Kreis Mogadouro (1801–2011) | Einwohnerzahl im Kreis Mogadouro (1801–2011) | Einwohnerzahl im Kreis Mogadouro (1801–2011) | Einwohnerzahl im Kreis Mogadouro (1801–2011) | Einwohnerzahl im Kreis Mogadouro (1801–2011) | Einwohnerzahl im Kreis Mogadouro (1801–2011) |
| -------------------------------------------- | -------------------------------------------- | -------------------------------------------- | -------------------------------------------- | -------------------------------------------- | -------------------------------------------- | -------------------------------------------- | -------------------------------------------- | -------------------------------------------- | -------------------------------------------- |
| 1801                                         | 1849                                         | 1900                                         | 1930                                         | 1960                                         | 1981                                         | 1991                                         | 2001                                         | 2011                                         |                                              |
| 6.193                                        | 10.607                                       | 17.558                                       | 16.739                                       | 19.571                                       | 15.340                                       | 12.188                                       | 11.235                                       | 9.542                                        |                                              |

### Städtepartnerschaften
- Frankreich: Ploumagoar im Kanton Guingamp[9]

## Söhne und Töchter der Stadt
- Manuel Martins Manso (1793–1871), Bischof von Funchal
- José Trindade Coelho (1861–1908), Schriftsteller und Politiker
- Margarida Cordeiro (* 1938), Psychiaterin und Filmregisseurin des Novo Cinema